# 徐謙
徐谦（1871年6月15日—1940年9月26日），字季龙，教名乔治，晚年自署黄山樵客，安徽歙县徐村人。中国現代法学家、国民党左派要人。清光緒進士，入翰林，受命考察歐美法務，參與清末司法改革。民國間曾任法務總長，国立武昌中山大学（今武汉大学）校务委员会主任，在南北政壇活躍多年。徐謙为中国现代司法制度的建立和完善贡献颇多，著有《民法总论》和《刑法丛编》等法學專著。

## 生平

### 进士司法
清朝同治十年四月二十八日（1871年6月15日），徐谦出生於江西南昌。四岁丧父，由母亲抚养长大。年少时，师从桐城派吴汝纶学习经史。光緒二十八年（1902年）在南京应乡试，中壬寅科举人。光緒二十九年（1903年）中癸卯科進士，殿試位列二甲第八名，同年闰五月，改翰林院庶吉士。进入京师大学堂仕学馆（光绪三十年四月归併入新成立的进士馆，但仕学馆仍分馆授课），攻读法律。当时进士馆的进士学生自居身份，不愿认进士馆教习为老师，并认为“教习”与翰林院庶常馆“教习庶吉士”一职名称类似，进士馆很快“将教习改称教员，学生改称学员，以明不敢当师生之称”。学员徐谦对教员态度傲慢，进士馆教员曹汝霖曾不堪忍受而向监督张亨嘉请辞，张亨嘉为此特宴请各位教员及徐谦，席间大谈尊师之道，并将曹汝霖辞函退回。教员章宗祥回忆，某次刑法考试完毕，他正在阅卷，徐谦忽然致函论驳，函首称他为“仁兄”，章宗祥认为“与试者场后申论于例未合，且函首称谓直书‘仁兄’，非对于教员之礼”，将徐谦的试卷“交教务提调，注明事由，不予分数”，后经管学大臣调停，徐谦才取销前函。
光绪三十三年（1907年），徐谦毕业，授翰林院编修，旋調充法部参事，主持法律編查館，参与制订新式法律，曾参与拟订《司法制度改革条例》。光绪三十四年（1908年），任京师地方审判厅厅长，在任一年处理历年积案千余件，後升任京师高等审判厅检察长。宣统二年（1910年4月），徐谦同奉天高等审判厅厅长许世英一起赴美国华盛顿，参加第八届万国改良监狱暨司法制度会议，沿途在英国伦敦、法国巴黎、意大利罗马、德国柏林、俄国莫斯科等地考察各国司法制度。宣统三年（1911年）春回国。

### 反袁斗争
中华民国成立后，民国元年（1912年）初，徐谦与伍廷芳、王宠惠、许世英等人在上海成立国民共进会。同年4月，任北京临时政府唐绍仪内阁司法部次长（司法总长为王宠惠）。同年6月，袁世凯修改《中华民国临时约法》中关于大总统颁布命令须经内阁副署的规定，唐绍仪愤而辞职，徐谦也和其他同盟会阁员一道辞职。同年8月，国民共进会与同盟会、国民公党及其他几个团体联合成立国民党，徐谦当选为国民党本部参议。
民国二年（1913年）3月20日，国民党领袖宋教仁遇刺。同年4月27日，徐谦在《民权报》发表名文《布告国民》，号召国民武装反对大总统袁世凯。二次革命失败后，徐谦避居上海，执律师业，并卖字。其间，一些基督徒朋友劝其入教，徐谦答：“若你们有个好上帝，就不该容许袁世凯这种人活在世上。若袁世凯马上死去，我必入教。”恰袁世凯称帝不久即死，徐谦便履诺接受圣公会洗礼，取教名“乔治”。徐谦自称，入教乃为救国。1917年，中国的基督教徒与天主教徒为争取在中国宪法上享有宗教信仰自由的权利，联合创立“信教自由总会”，徐谦任会长。1918年，徐谦发起组织“基督教救国会”，并当选为执行委员。

### 护法运动
民国五年（1916年），袁世凯病逝後，黎元洪接任大总统。同年9月，徐谦任段祺瑞内阁司法部次长，并负有联络国会内国民党籍议员的秘密任务。民国六年（1917年）7月，孙中山发起护法运动，徐谦於7月南下广州，任护法军政府秘书长。民国七年（1918年）5月，桂系军阀操纵“非常国会”的政学系改组军政府，迫使孙中山辞去大元帅职务。孙中山离开广州抵上海后，委徐谦为代表，参加军政府政务会议。9月下旬，徐谦到广州，即被军政府任命为司法部长。
民国八年（1919年）1月，徐谦离开广州赴上海会晤孙中山，时值巴黎和会举行前夕，孙中山派徐谦、陈友仁作为南方代表顾问出席巴黎和会。在巴黎，徐谦等人反对巴黎和会对山东问题的处理，并反对中国在和约上签字。徐谦回国后，因为不满岑春煊把持护法军政府，便没回广州而去了天津，担任天主教的《益世报》总编辑。
民国九年（1920年）7月，直皖战争爆发前夕，北京政府十六混成旅旅长兼湘西镇守使冯玉祥率部自湖南常德出发，进驻汉口，反对北京政府段祺瑞的“武力统一”政策，呼吁南北“早息内争”。孙中山委派徐谦、钮永建到汉口会晤冯玉祥，以争取冯玉祥脱离北京政府，参加国民革命。会见中，徐谦、钮永建向冯玉祥介绍了孙中山的革命思想，冯玉祥听后表示赞同孙中山的革命主张。此后，徐谦便成为孙中山、冯玉祥之间的联络人，常在冯玉祥军中出入。
民国九年（1920年）10月下旬，桂军在第一次粤桂战争中惨败，岑春煊、陆荣廷、林葆怿等人以四总裁名义宣布撤销护法军政府，北京政府单方面宣布“南北统一”。在上海的孙中山等人通电反对所谓“南北议和”，并且揭露桂系军阀把持下的护法军政府的罪行。11月25日，孙中山偕唐绍仪、伍廷芳等人从上海回到广州，重组护法军政府。11月29日，护法军政府推举徐谦任司法部长。1921年4月，广州国会非常会议召开，推举孙中山任非常大总统，推举徐谦任大理院院长。1922年9月，徐谦出任北京政府王宠惠“好人内阁”司法总长。
民国十二年（1923年）2月，孙中山回广州再度组织大元帅大本营，徐谦、胡汉民、孙洪伊等人被大元帅孙中山派驻上海，担任大元帅驻沪办理和平统一的代表，参与南北议和。在上海时，徐谦创办法政大学。南北议和失败后，1923年徐谦回广州，任岭南大学文学系主任，创办《评议日报》。

### 国共合作
民国十三年（1924年）1月，中国国民党第一次全国代表大会在广州召开，标志着第一次国共合作正式达成，徐谦积极赞成国共合作。1924年10月，冯玉祥发动北京政变，囚禁大总统曹锟，并邀请孙中山北上共商国是。1924年10月，徐谦应冯玉祥邀请到北京参加国事会议，用“基督救国主义”思想劝说“基督将军”冯玉祥。冯玉祥因1924年娶了基督徒李德全为妻，乃改信基督教，并要求其所部士兵信奉基督教。徐谦还用个人名义发表通电，称赞冯玉祥发动北京政变“乃见义勇为之举”，主张解散非法国会，召开和平会议，并认为“前清废帝乃系民国乱犯，应治以国法”。旋受冯玉祥聘任为俄文法政专门学校校长、中俄庚款委员会主席，并协助冯玉祥在北京创办今是学校。同时他还担任中国国民党中央政治委员会北京分会委员等职。在北京期间，徐谦与李大钊等中国共产党领导人建立了联系，李大钊时任中国国民党中央执行委员，并负责中国国民党北京执行部的工作。徐谦在李大钊的领导下，参加了1925年国民会议运动及五卅运动。
民国十四年（1925年）3月，孙中山在北京病逝。同年7月，广州国民政府成立，徐谦被中国国民党中央执行委员会选为国民政府委员、惩吏院委员，兼管司法行政。民国十五年（1926年）1月，中国国民党第二次全国代表大会在广州召开，徐谦当选为中央执行委员会委员、常委。同时任国民政府委员兼司法部长。不久又任中国国民党北京执行部主任。1926年3月7日，中俄大学成立，原俄文法政专门学校校长徐谦出任中俄大学校长。
1926年3月18日，徐谦和李大钊、赵世炎等人发起在天安门前举行“反对八国最后通牒国民大会”，徐谦任大会主席团主席。随后三·一八惨案发生。惨案之后，徐谦随即和李大钊、顾孟余等5人遭到临时执政段祺瑞通缉。徐谦逃入北京的苏联驻华使馆，随后和顾孟余等人秘密离开北京，经外蒙古库伦赴苏联。当时，冯玉祥因遭奉直共同反对而被迫下野，启程赴苏联考察。在库伦，徐谦与冯玉祥相遇，并介绍冯玉祥加入中国国民党。同年7月，徐谦离开莫斯科，取道欧洲回广州，8月回到广州，就任广州国民政府委员兼司法部长。同年10月，中国国民党中央在广州举行中央执监委员和各省区党部代表联席会议，徐谦作为会议主席团五位成员之一与会，并讨论了国民政府政纲以及加强中央和地方政府事宜。

### 武汉政府

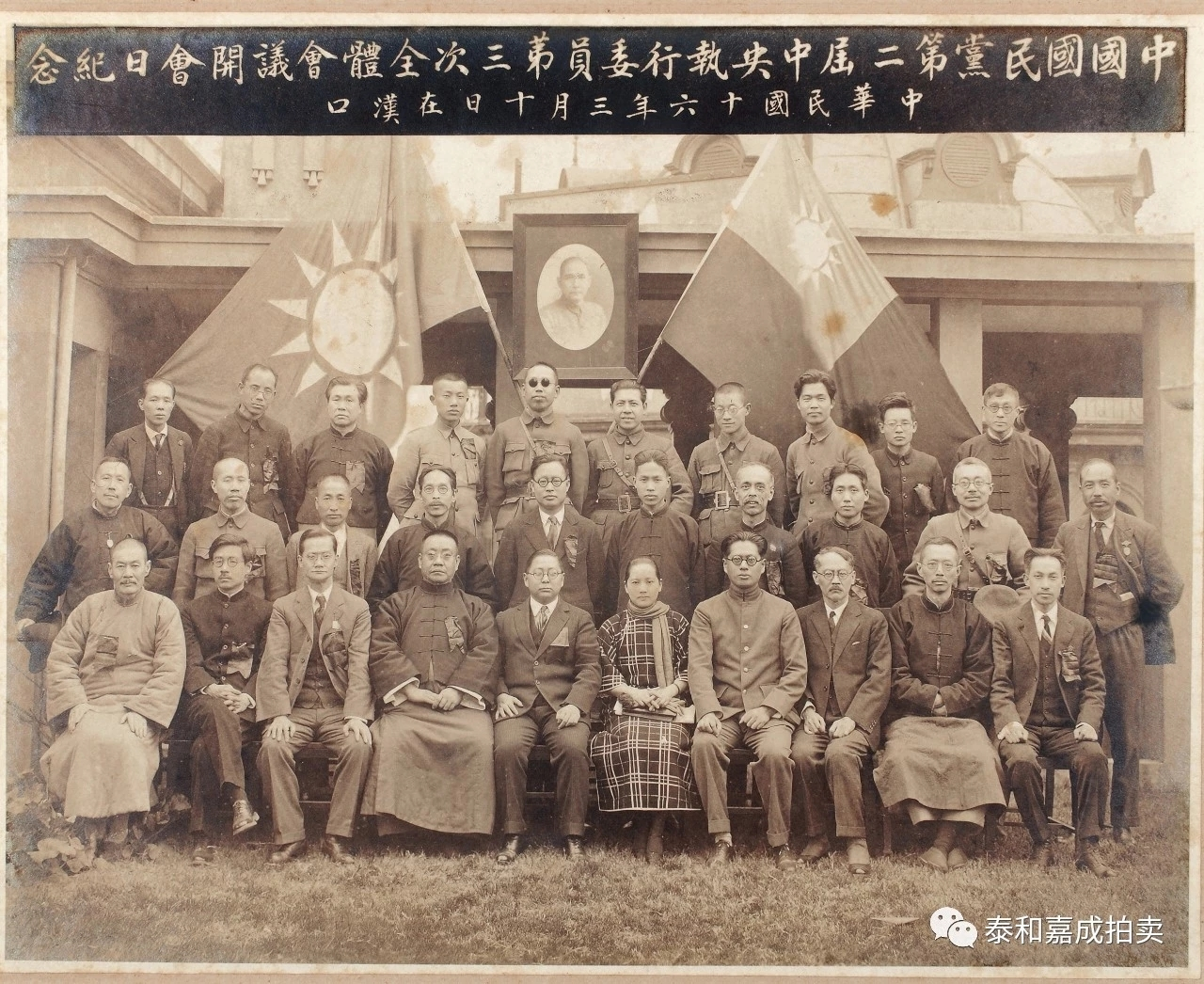
國民黨二屆三中全會代表合影：前排右起：吳玉章、經亨頤、陳友仁、宋子文、宋慶齡、孫科、譚延闓、徐謙、顧孟余、丁惟汾；第二排右起：朱霽青、林伯渠、毛澤東、彭澤民、于樹德、陳其瑗、鄧懋修、丁超五、董必武、江浩；後排右起：謝晉、許甦魂、鄧演達、惲代英、陳公博、詹大悲、夏曦、王法勤、王樂平、周啟剛。

民國十五年（1926年）12月，徐谦赴武汉，任临时领导机构“中国国民党中央执行委员与国民政府委员临时联席会议”的主席。民国十六年（1927年）1月，任湖北省政务委员兼司法厅厅长，并任武汉国民政府人民裁判委员会委员、主席。2月，任国立武昌中山大学校务委员会主任。
民国十六年（1927年）3月10日，中国国民党中央在汉口召开二届三中全会，徐谦向大会作《关于武汉成立国民党中央执行委员国民政府委员临时联席会议经过的报告》。经中国共产党及中国国民党左派的努力，会议通过了有利于制止蒋介石独裁的决议，撤销了蒋介石的中国国民党中央常务委员会主席和军事委员会主席的职务。徐谦反对蒋介石独裁的态度鲜明，在会上提交了“提高党权案”、“反对军事独裁成立军事委员会”等提案。徐谦在会上当选为中国国民党二届三中全会政治委员会主席团成员、中国国民党中央执行委员会常务委员会委员、中央政治委员会委员、军事委员会主席团成员、外交委员会委员、财务委员会委员、国民政府委员会常务委员兼军委会军事裁判所所长，并担任中央军事政治学校（武汉时期）校务委员。武汉国民政府时期，徐谦是中国国民党中央和武汉国民政府的主要领导人之一。在推行新司法制度、收回汉口英租界等方面都作出重要贡献。
4月2日，吴稚晖、张静江等人在上海召开中国国民党中央监察委员会紧急会议，通过“清查共产党呈文”，徐谦被列入看管监视名单中。4月12日，蒋介石在上海发动四一二事件。4月19日，武汉国民政府出师河南继续北伐，6月1日与冯玉祥所部国民军在郑州会师。6月10日到13日，汪精卫、徐谦、孙科、顾孟余等武汉方面领导人来郑州与冯玉祥开会。会上，汪精卫谴责蒋介石独裁，冯玉祥则主张停止宁汉之争，共同北伐。会议决定设立政治委员会开封分会，由冯玉祥任主席，徐谦等人任委员，负责中国国民党党务。通过此次会议，冯玉祥独揽河南及西北军政大权。此次会议还为武汉分共、宁汉合流进行了酝酿。
6月20日，徐谦参加了蒋介石、冯玉祥、胡汉民、吴稚晖等人召开的徐州会议。此次会议是宁汉合流共同反共的开始。此后，徐谦以筹备政治委员会开封分会以及河南省立大学为由，留在开封不再回武汉，因而未参加汪精卫等人在武汉发动的七一五事件。不久，汪精卫、谭延闓、孙科等武汉方面领导人向蒋介石的南京方面输诚，组成宁、汉、沪三方面合作的特别委员会，唯独排斥徐谦一人，并以徐谦“媚共”为由，不许徐谦列席特别委员会。后来，中国国民党中央监察委员会将徐谦列为“附和共产分子”，列入逮捕名单。徐谦乃避居上海租界，并于11月17日公开声明不再参与政治活动。不久，徐谦迁居香港九龙，重操律师业。1928年2月，中国国民党二届四中全会召开，会议决定停止徐谦的中央委员职务。

### 晚年活动
1931年九一八事变后，徐谦与方鼎英等人组织“抗日联合会”，宣传团结抗日，并发表演讲反对蒋介石的卖国投降行为及独裁统治。
1933年11月，徐谦和李济深等人从香港赴福建参加闽变。1933年11月20日，国民革命军第十九路军将领蔡廷锴、蒋光鼐等人与李济深、陈铭枢等人在福州组建“中华共和国人民革命政府”，公开反对蒋介石，并与中国共产党方面签订了《反日反蒋的初步协定》。徐谦此前参加了在香港召开的筹备会议，并参加了在福州召开的中国人民临时代表大会，被推选为中华共和国人民革命政府委员。中华共和国人民革命政府成立后，又被任命为最高法院院长，同时兼农工幸福委员会主席。1934年1月，闽变失败，徐谦经厦门回香港。
1937年抗日战争全面爆发后，徐谦回到南京参与抗日活动，后赴武汉、重庆，任国防委员会委员。1938年6月，任第一届国民参政会参政员。1939年，赴香港治病。
1940年9月26日，徐谦在香港病逝，享年69岁。

## 著作
- 《民法总论》
- 《刑法丛编》
- 《劳资合一论》
- 《诗词学》
- 《季龙先生诗集》
- 《徐季龙先生遗诗》[2][1]